# بنجامين ويلسون (سياسي)
بنجامين ويلسون (بالإنجليزية: Benjamin Wilson) هو محامي وسياسي أمريكي، ولد في 30 أبريل 1825، وتوفي في 26 أبريل 1901 في كلاركسبورغ في الولايات المتحدة. حزبياً، نشط في الحزب الديمقراطي. وقد انتخب عضو مجلس النواب الأمريكي.